# Cantó de Saint-Nazaire-Centre
El cantó de Saint-Nazaire-Centre (bretó Kanton Sant-Nazer-Kreiz) és una divisió administrativa francesa situat al departament de Loira Atlàntic a la regió de Loira Atlàntic, però que històricament ha format part de Bretanya.

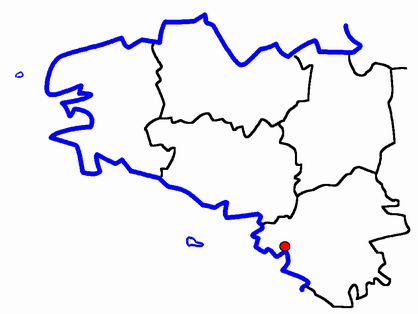
Situació del cantó

## Composició
El cantó aplega la part central de la comuna de Saint-Nazaire (25.590 de 68.838 habitants)

## Història
| Data d'elecció                           | Identitat      | Partit | Qualitat |
| ---------------------------------------- | -------------- | ------ | -------- |
| 1988-                                    | Gérard Mauduit | PS     |          |
| les dades anteriors no són pas conegudes |                |        |          |
|                                          |                |        |          |